# St.-Georg-Kirche (Oeversee)

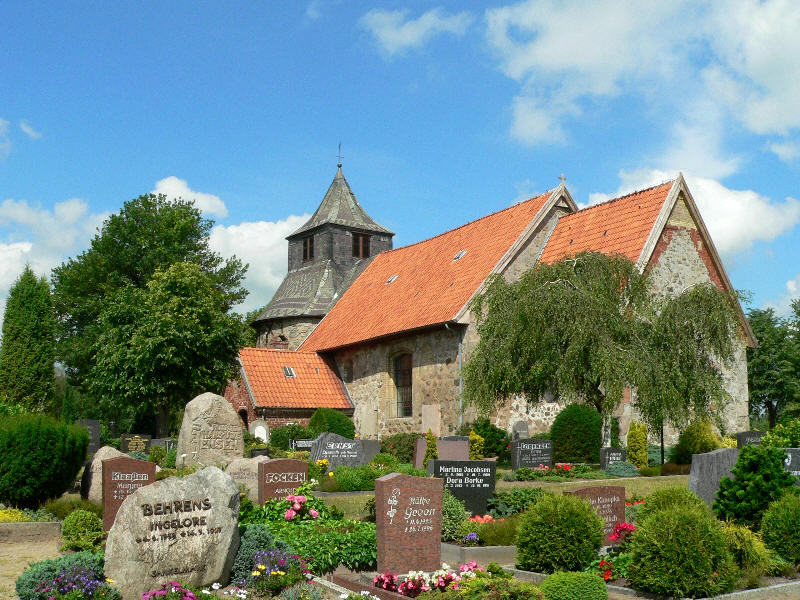
St.-Georg-Kirche Oeversee, Ansicht aus Südost (2006)

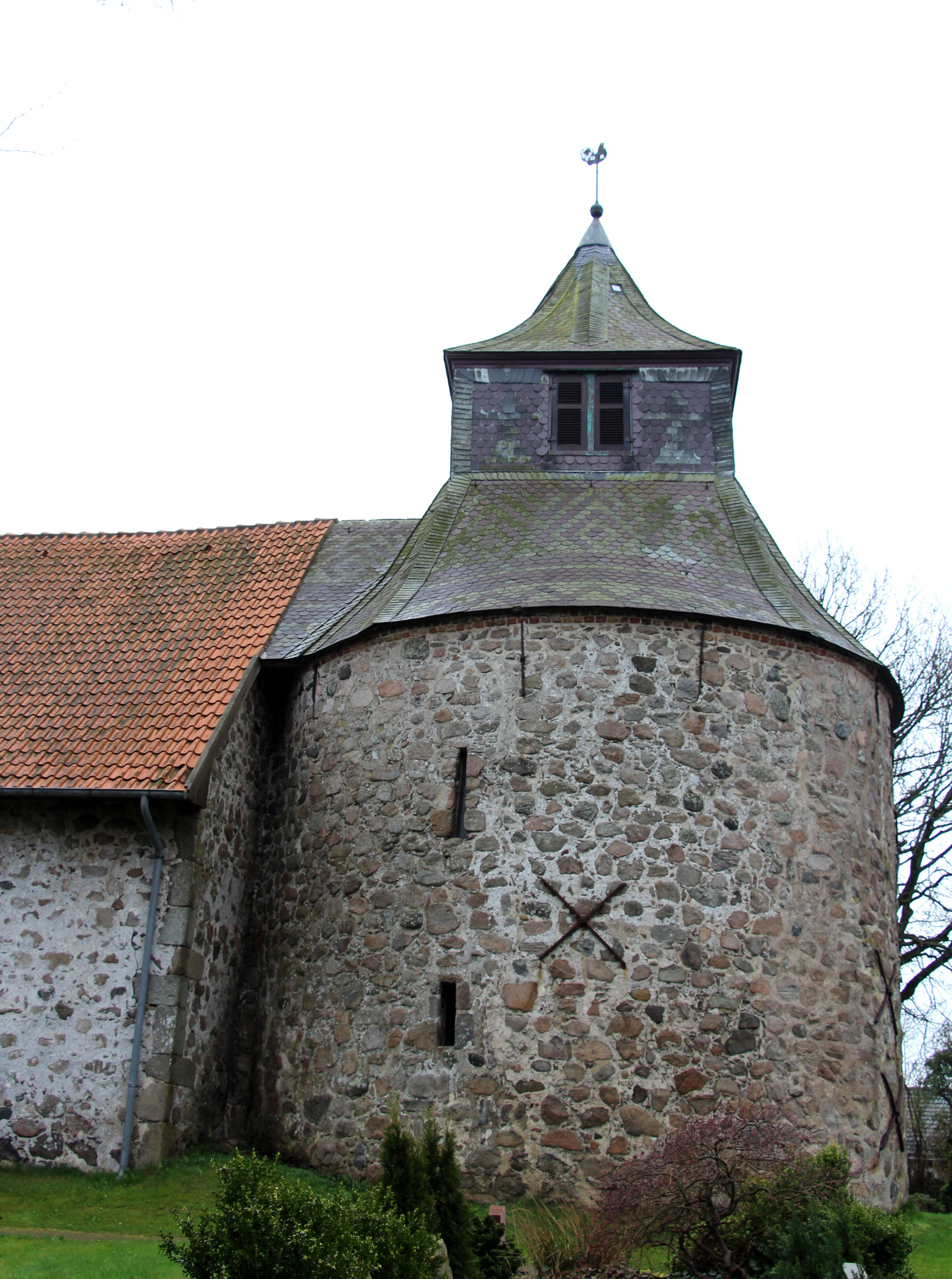
Romanischer Rundturm mit barocker Haube

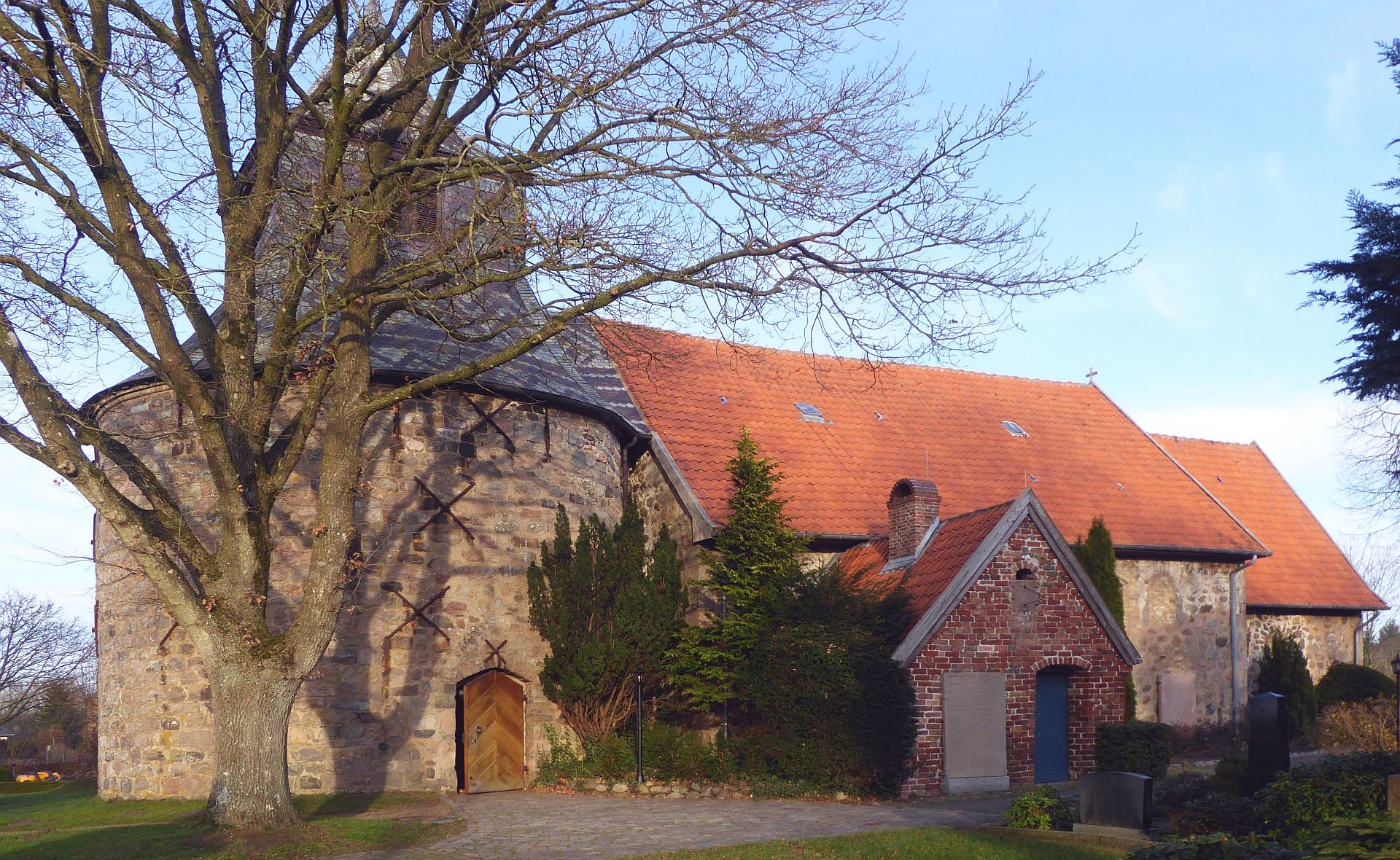
Ansicht aus Südwest (2018)

Die St.-Georg-Kirche ist eine Rundturmkirche aus dem 12. Jahrhundert in Oeversee. Sie gehört zur Kirchengemeinde Oeversee-Jarplund im Kirchenkreis Schleswig-Flensburg in der Evangelisch-Lutherischen Kirche in Norddeutschland.

## Geschichte
Die Oeverseer Kirche gehört zu den frühesten Kirchbauten in der Dänischen Mark, dem späteren Herzogtum Schleswig. Geweiht war sie dem Heiligen Georg, dem Schutzpatron der Reisenden. Mit ihrem Bau wurde vermutlich unter dem Schleswiger Bischof Adelbert (1120–1135) begonnen. Der massive Rundturm mit Schießscharten lässt auf eine Nutzung als Wehrkirche schließen. Der Zugang zum Kirchenschiff durch den Turm wurde später zugemauert und erst 1931 wieder geöffnet. Bis dahin betraten die Männer die Kirche durch das Süderportal und die Frauen durch das heute halbvermauerte Norderportal. Im 18. Jahrhundert erhielt der Turm eine barocke Haube.
Ähnliche Rundtürme sind im Bistum Schleswig in der Laurentius-Kirche in Kosel und der Katharinenkirche in Süderstapel erhalten. Auch die Andreaskirche in Haddeby und die 1691 für die Erweiterung von Rendsburg niedergelegte Kirche von Kampen besaßen derartige Rundtürme. Alle diese Kirchen lagen entlang dem Ochsenweg, der Skandinavien mit dem übrigen Europa verband und auch von Pilgern auf der Reise nach Rom, Jerusalem und Santiago de Compostela (Jacobsweg) benutzt wurde.
Ursprünglich war die Kirche eine schlichte Feldsteinkirche, deren Chor und Langschiff mit einer flachen Decke eingedeckt war. Im Langhaus befanden sich auf beiden Seiten drei kleine hochgelegene Fenster, die später zugemauert wurden. An der Nordwand ist eins dieser kleinen Fenster noch zu sehen. An der Südwand wurde stattdessen ein großes Fenster eingebaut. Im Chor befinden sich noch die kleinen romanischen Fenster mit Glasmalereien der Flensburger Künstlerin Käthe Lassen.
1497 wurde der Chor eingewölbt, das Langschiff etwa 1530. Das gesamte Gewölbe war ausgemalt. Die Gemälde wurden 1620 übermalt. Bei der Renovierung 1965 wurden diese ursprünglichen Gemälde wiederentdeckt und restauriert.

## Ausmalung
Die Ausmalung im Chor stammt aus vorreformatorischer Zeit. Dort findet sich neben Rankenwerk und grotesken Köpfen, die die Schalllöcher umrahmen, eine spätgotische Darstellung einer Mondsichelmadonna.
Zu den renaissancezeitlichen Gemälden im Schiff gehören Darstellungen der Taufe Jesu und von Johannes dem Täufer, der auf das Lamm Gottes hinweist. Letzteres ist ein Ausschnitt der in der Reformationszeit häufigen programmatischen Darstellung der lutherischen Rechtfertigungslehre nach Lucas Cranach dem Älteren, wie sie auch auf dem Titelblatt der Lübecker Bibel von 1534 abgebildet ist. Die Ausmalung des Kirchenschiffs ist demzufolge in die Zeit nach der Einführung der Reformation um 1540 zu datieren. Hinter der Orgel und deshalb nicht sichtbar findet sich ein vornehmes Paar in der Tracht der Zeit, möglicherweise die Stifter. Ähnliche Deckengemälde sind in der Flensburger Johanniskirche erhalten.

## Ausstattung
Die ältesten Inventarstücke, der Altartisch und das Taufbecken, stammen aus der Erbauungszeit. Sie sind aus Kalkstein und wurden aus Gotland importiert. Der Taufstein wurde später durch eine Rokoko-Taufe ersetzt und diente mehrere Jahrhunderte lang als Blumenkasten, ehe er 1965 mit einem neuen Fuß versehen zurück in die Kirche kam. Das Rokokotaufbecken, eine von einem Engel getragene sechseckige hölzerne Kuppa, wurde an die 1926 erbaute Dankeskirche in Pahlen abgegeben, der dazugehörige Deckel ist verloren.
Die Altarplatte ist mit fünf Weihekreuzen versehen. Der barocke Altaraufsatz von 1736 befindet sich seit der Renovierung 1965 an der Nordwand des Langschiffs. Zwischen zwei Säulen befindet sich zwei Ölgemälde, als Hauptbild die Kreuzigung und darunter das letzte Abendmahl Jesu.
Aus der Zeit der Ausmalung des Chores um 1500 stammt das Triumphkreuz, zwei etwa gleichzeitige Holzplastiken der Heiligen Georg und Johannes des Täufers befindet sich auf Schloss Gottorf.
Die Kanzel entstand Anfang des 17. Jahrhunderts in der Werkstatt des Holzschnitzers Heinrich Ringerink in Flensburg im Renaissancestil. Sie zeigt als Reliefs Szenen aus dem Leben Jesu, die mit lateinischen Bibeltexten erläutert werden, eingerahmt von Frauengestalten, die die Tugenden Glaube, Hoffnung, Klugheit, Liebe, Güte, Gerechtigkeit, Tapferkeit, Mäßigkeit, Nüchternheit und Geduld symbolisieren.

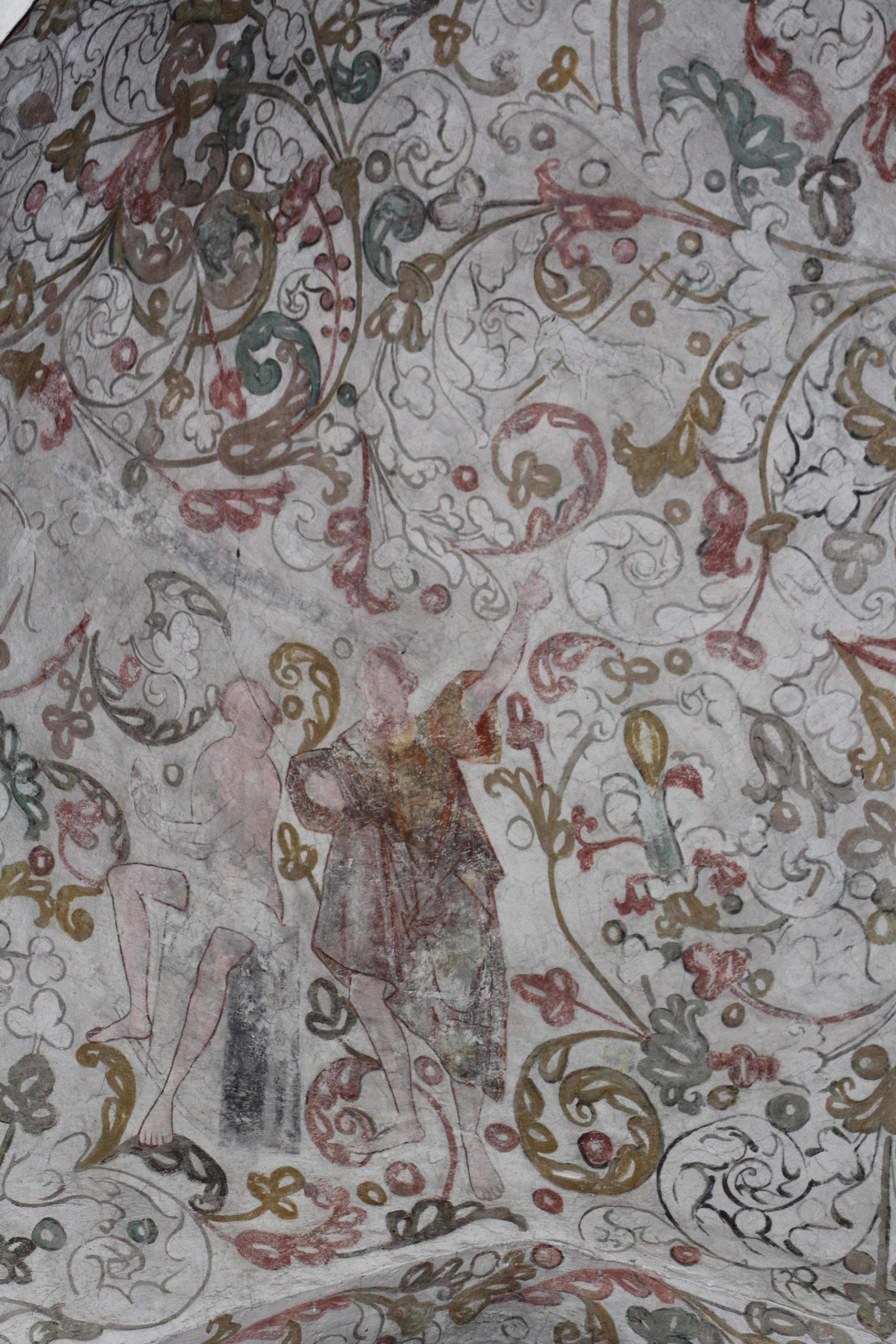
Deckengemälde im Langschiff. Johannes der Täufer weist auf das Lamm Gottes.
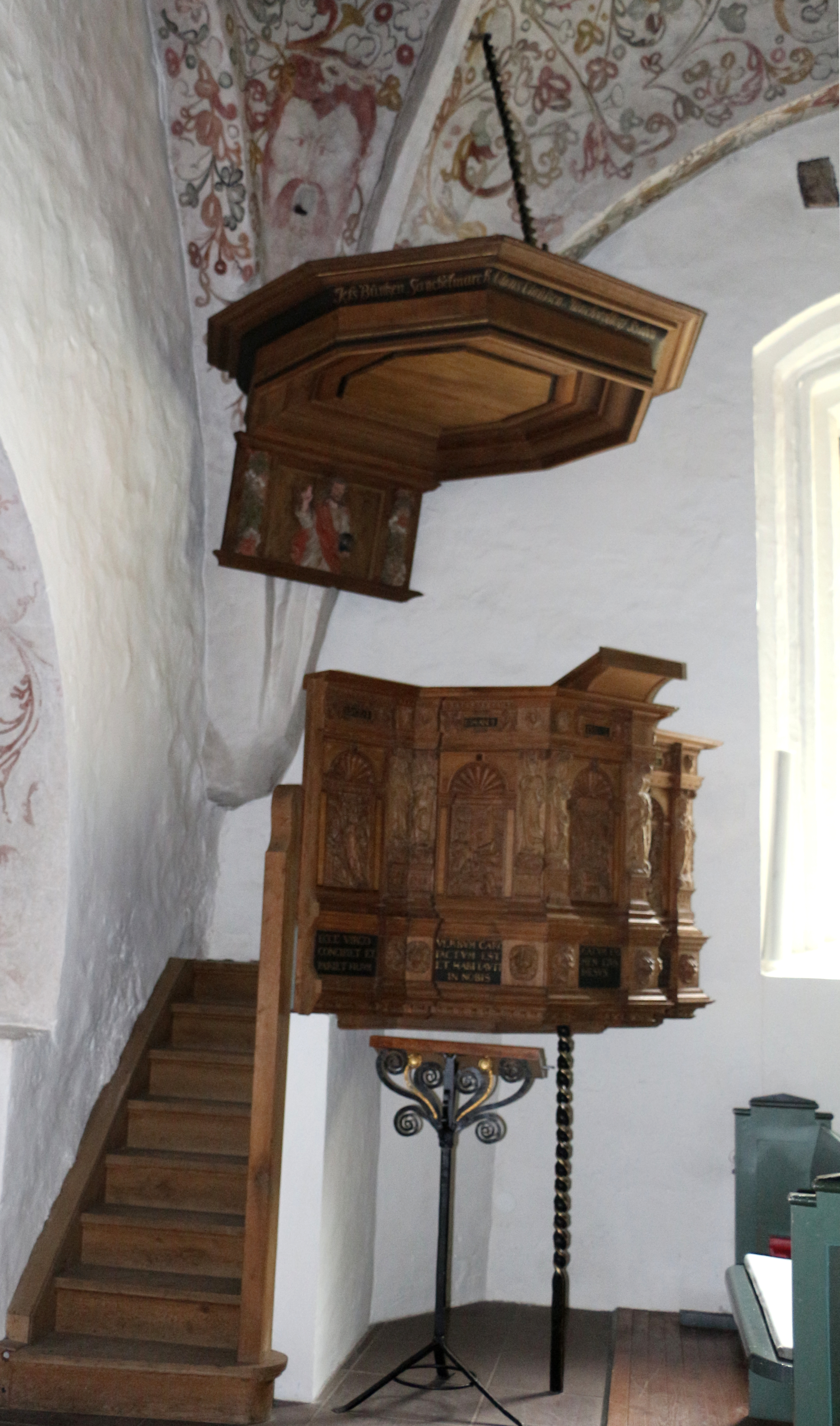
Kanzel, darüber ein Schallloch
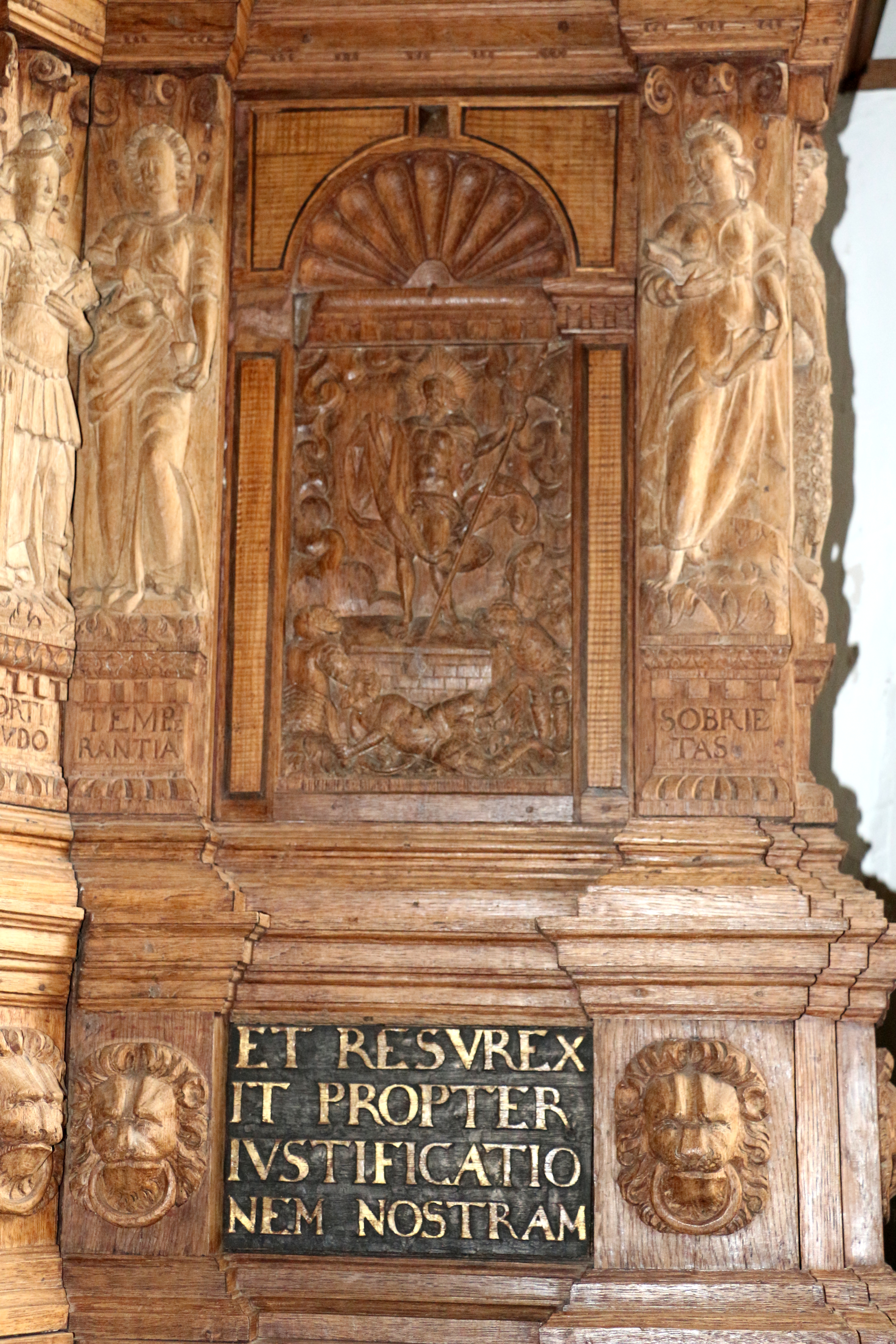
Darstellung der Auferstehung Christi am Kanzelkorb
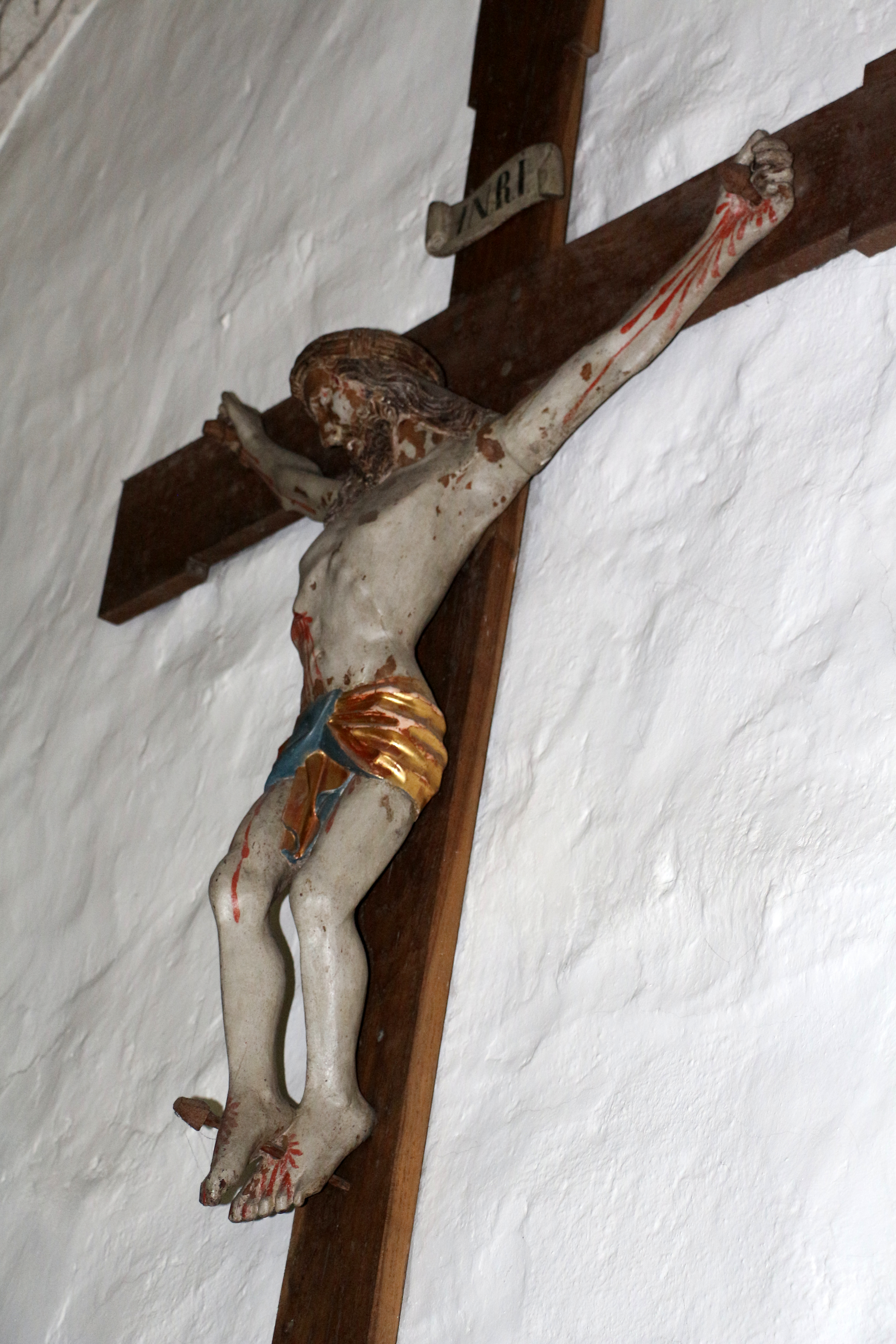
Triumphkreuz
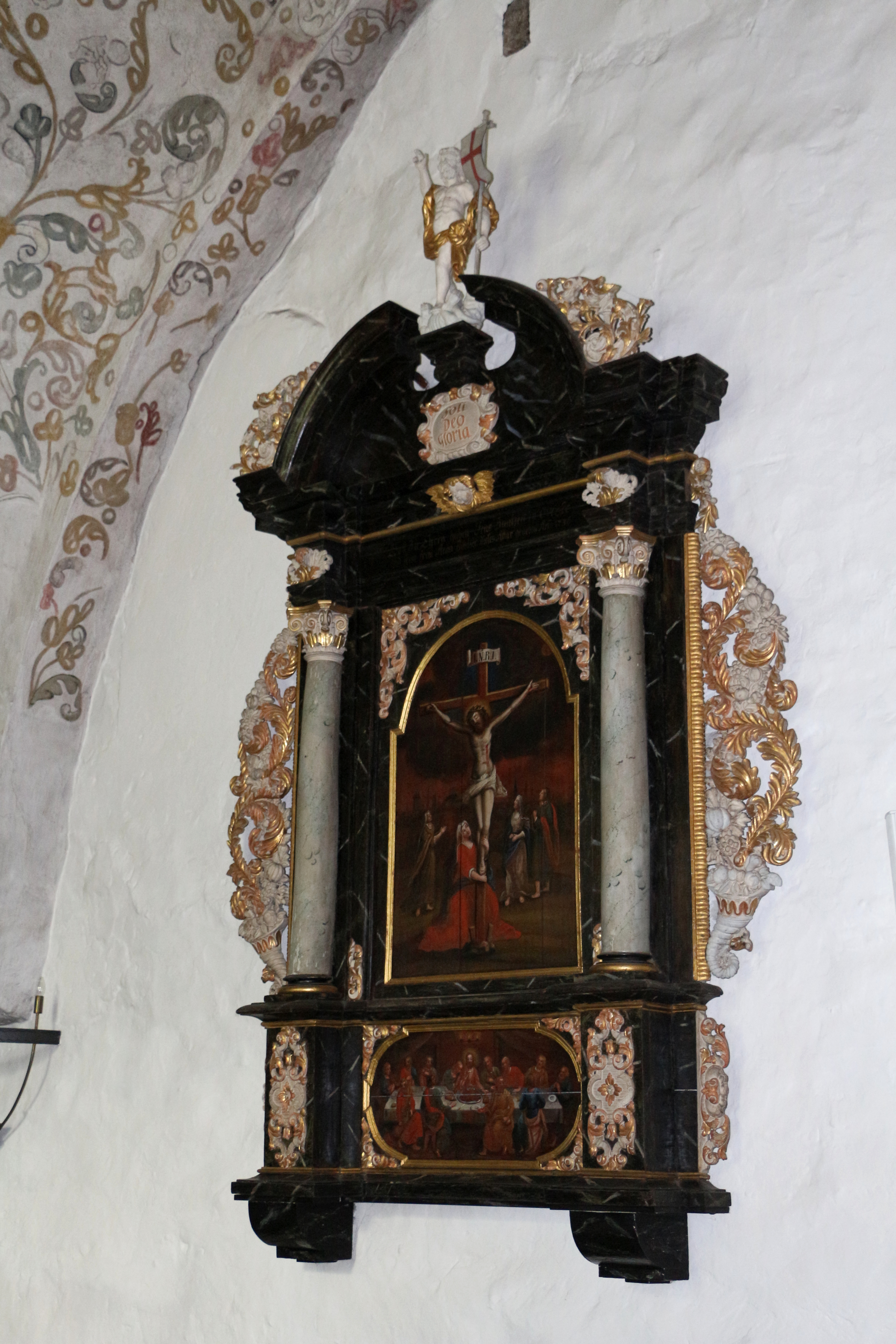
Barocker Altar

## Gemeinde
Zur Gemeinde Oeversee-Jarplund gehören neben Oeversee die Dörfer Augaard, Barderup, Bilschau, Juhlschau, Munkwolstrup, Sankelmark und Frörup sowie mit Jarplund ein Ortsteil von Handewitt. Die achteckige Dietrich-Bonhoeffer-Kirche von Jarplund wurde 1966 nach einem Entwurf von Günther Franck gebaut.